# Чистяковская улица (Санкт-Петербург)
Чистяко́вская улица — улица в Приморском районе Санкт-Петербурга. Проходит от Малой Десятинной улицы до Ново-Орловского парка в историческом районе Озерки.

## История названия
Первое название — Шуваловская улица. Известно с конца XIX века. Связано с близлежащей железнодорожной станцией Шувалово.
Современное название присвоено улице 15 декабря 1952 года. Дано в честь освобождения в годы Великой Отечественной войны города Чистякова Сталинской (ныне Донецкой) области Украины.

## Пересечения
- Малая Десятинная улица

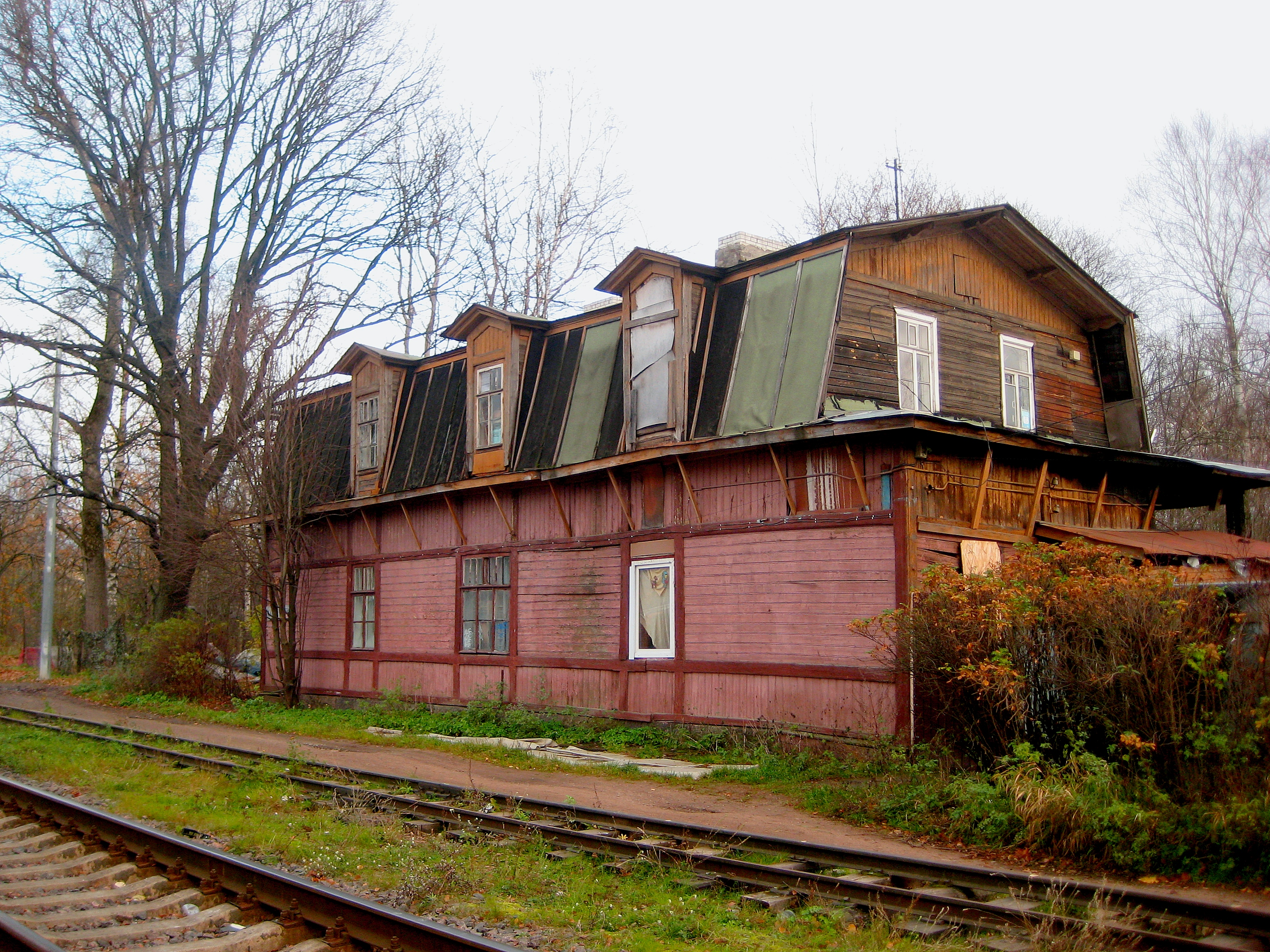
Дом при старом Озерковском вокзале Приморской железной дороги

- Северная трасса Малой Октябрьской железной дороги
- Сегалева улица
- Дерновая улица

## Транспорт
Ближайшая к Чистяковской улице станция метро — «Озерки» 2-й (Московско-Петроградской) линии.

## Примечательные здания
- № 1, литера А — дом при старом Озерковском вокзале Приморской железной дороги. Деревянное одноэтажное с мансардой здание было построено в 1893 году.  7831109000